# Finn Christian Jagge
Finn Christian Jagge (ur. 4 kwietnia 1966 w Oslo, zm. 8 lipca 2020 tamże) – norweski narciarz alpejski, mistrz olimpijski oraz dwukrotny medalista mistrzostw świata juniorów.

## Kariera
Po raz pierwszy na arenie międzynarodowej Finn Christian Jagge pojawił się w 1984, na mistrzostwach świata juniorów w Sugarloaf. Zdobył tam brązowe medale w slalomie oraz kombinacji alpejskiej. Pierwsze punkty w zawodach Pucharu Świata zdobył 23 lutego 1986 w Åre, zajmując siódme miejsce w slalomie. Na podium po raz pierwszy stanął 10 grudnia 1991 w Sestriere, plasując się na drugim miejscu w slalomie. Już tydzień później, 17 grudnia 1991 w Madonna di Campiglio odniósł pierwsze pucharowe zwycięstwo, wygrywając w tej samej konkurencji. W kolejnych latach jeszcze szesnaście razy stawał na podium, odnosząc sześć zwycięstw: 9 stycznia 1994 roku w Kranjskiej Gorze, 15 marca 1997 roku w Vail, 15 grudnia 1997 w Sestriere i 14 grudnia 1998 w tej samej miejscowości, 28 lutego 1999 w Ofterschwang oraz 13 grudnia 1999 w Madonna di Campiglio był najlepszy w slalomie. Ostatni triumf był jednocześnie ostatnim wywalczonym przez niego miejscem na podium w zawodach tego cyklu. Najlepsze wyniki osiągnął w sezonie 1991/1992, kiedy to zajął 14. miejsce w klasyfikacji generalnej, a w klasyfikacji slalomu był trzeci. Wśród slalomistów lepsi okazali się jedynie Włoch Alberto Tomba oraz Paul Accola ze Szwajcarii. Trzecie miejsce w klasyfikacji końcowej slalomu zajmował także w sezonach 1996/1997 i 1998/1999. W pierwszym przypadku plasował się za Austriakami: Thomasem Sykorą i Thomasem Stangassingerem, a dwa lata później wyprzedzili go tylko Stangassinger oraz Jure Košir ze Słowenii.
W 1985 wystąpił na mistrzostwach świata w Bormio, zajmując piętnaste miejsce w slalomie. Na rozgrywanych dwa lata później mistrzostwach świata w Crans-Montana był siódmy w kombinacji, a rywalizacji w slalomie nie ukończył. W lutym 1988 startował na igrzyskach olimpijskich w Calgary, gdzie jego najlepszym wynikiem było dziewiąte miejsce w kombinacji. Największy sukces w karierze osiągnął podczas rozgrywanych w 1992 roku igrzysk olimpijskich w Albertville, gdzie zdobył złoty medal w slalomie. Po pierwszym przejeździe Norweg zajmował pierwszą pozycję, uzyskując najlepszy czas. W drugim przejeździe zanotował szósty wynik, co jednak wystarczyło do zwycięstwa z przewagą 0,28 sekundy nad Tombą i 0,46 sekundy nad Austriakiem Michaelem Tritscherem. Był to jedyny medal wywalczony przez Jagge na międzynarodowej imprezie tej rangi. Równocześnie był to też pierwszy w historii medal olimpijski wywalczony w tej konkurencji przez reprezentanta Norwegii. W tej samej konkurencji był też między innymi szósty na igrzyskach olimpijskich w Lillehammer w 1994 roku oraz siódmy podczas mistrzostw świata w Morioce w 1993 i rozgrywanych pięć lat później igrzyskach w Nagano.
Ponadto Jagge ośmiokrotnie zdobywał mistrzostwo Norwegii: w gigancie w 1988, w kombinacji w 1989 oraz w slalomie w latach 1985, 1988, 1991, 1993, 1994 i 1996.
Jego ojciec Finn Dag Jagge był tenisistą, a matka, Liv Jagge-Christiansen także uprawiała narciarstwo alpejskie.

## Osiągnięcia

### Igrzyska olimpijskie
| Miejsce | Dzień     | Rok  | Miejscowość | Konkurencja | Czas biegu  | Strata     | Zwycięzca            |
| ------- | --------- | ---- | ----------- | ----------- | ----------- | ---------- | -------------------- |
| 35.     | 15 lutego | 1988 | Calgary     | Zjazd       | 1:59,63 min | +8,01 s    | Pirmin Zurbriggen    |
| 9.      | 17 lutego | 1988 | Calgary     | Kombinacja  | 36,55 pkt   | +58,66 pkt | Hubert Strolz        |
| DNF     | 21 lutego | 1988 | Calgary     | Supergigant | 1:39,66 min | -          | Franck Piccard       |
| DNF     | 25 lutego | 1988 | Calgary     | Gigant      | 2:06,37 min | -          | Alberto Tomba        |
| DNF     | 27 lutego | 1988 | Calgary     | Slalom      | 1:39,47 min | -          | Alberto Tomba        |
| 1.      | 22 lutego | 1992 | Albertville | Slalom      | 1:44,39 min | -          | -                    |
| 6.      | 27 lutego | 1994 | Lillehammer | Slalom      | 2:02,02 min | +1,17 s    | Thomas Stangassinger |
| DNF     | 13 lutego | 1998 | Nagano      | Kombinacja  | 3:08,06 min | –          | Mario Reiter         |
| 7.      | 21 lutego | 1998 | Nagano      | Slalom      | 1:49,31 min | +2,08 s    | Hans Petter Buraas   |

### Mistrzostwa świata
| Miejsce | Dzień       | Rok  | Miejscowość   | Konkurencja | Czas biegu  | Strata     | Zwycięzca           |
| ------- | ----------- | ---- | ------------- | ----------- | ----------- | ---------- | ------------------- |
| DNF     | 7 lutego    | 1985 | Bormio        | Gigant      | 2:28,90 min | -          | Markus Wasmeier     |
| 15.     | 10 lutego   | 1985 | Bormio        | Slalom      | 1:38,82 min | +8,25 s    | Jonas Nilsson       |
| 7.      | 1 lutego    | 1987 | Crans-Montana | Kombinacja  | 28,27 pkt   | +26,72 pkt | Marc Girardelli     |
| DNF     | 8 lutego    | 1987 | Crans-Montana | Slalom      | 1:54,63 min | -          | Frank Wörndl        |
| DNF     | 3 lutego    | 1989 | Vail          | Kombinacja  | 4,72 pkt    | -          | Marc Girardelli     |
| 13.     | 12 lutego   | 1989 | Vail          | Slalom      | 2:02,85 min | +6,43 s    | Rudolf Nierlich     |
| 8.      | 22 stycznia | 1991 | Saalbach      | Slalom      | 1:55,38 min | +2,45 s    | Marc Girardelli     |
| 7.      | 13 lutego   | 1993 | Morioka       | Slalom      | 1:40,33 min | +1,35 s    | Kjetil André Aamodt |
| 8.      | 21 lutego   | 1996 | Sierra Nevada | Kombinacja  | 3:31,95 min | +3,95 s    | Marc Girardelli     |
| DNF     | 25 lutego   | 1996 | Sierra Nevada | Slalom      | 1:42,26 min | –          | Alberto Tomba       |
| 8.      | 6 lutego    | 1997 | Sestriere     | Kombinacja  | 3:10,40 min | +3,82 s    | Kjetil André Aamodt |
| 13.     | 15 lutego   | 1997 | Sestriere     | Slalom      | 1:51,70 min | +1,85 s    | Tom Stiansen        |
| 18.     | 14 lutego   | 1999 | Vail          | Slalom      | 1:42,12 min | +3,32 s    | Kalle Palander      |

### Mistrzostwa świata juniorów
| Miejsce | Dzień     | Rok  | Miejscowość | Konkurencja | Czas biegu  | Strata  | Zwycięzca    |
| ------- | --------- | ---- | ----------- | ----------- | ----------- | ------- | ------------ |
| 3.      | 20 lutego | 1984 | Sugarloaf   | Slalom      | 1:55,21 min | +1,30 s | Atsushi Itō  |
| 3.      | 20 lutego | 1984 | Sugarloaf   | Kombinacja  | ?           | ?       | Johann Hofer |

### Puchar Świata

#### Miejsca w klasyfikacji generalnej
- sezon 1985/1986: 80.
- sezon 1986/1987: 76.
- sezon 1987/1988: 76.
- sezon 1990/1991: 61.
- sezon 1991/1992: 14.
- sezon 1992/1993: 72.
- sezon 1993/1994: 22.
- sezon 1994/1995: 40.
- sezon 1995/1996: 29.
- sezon 1996/1997: 16.
- sezon 1997/1998: 23.
- sezon 1998/1999: 16.
- sezon 1999/2000: 44.

#### Zwycięstwa w zawodach
1. Madonna di Campiglio – 17 grudnia 1991 (slalom)
2. Kranjska Gora – 9 stycznia 1994 (slalom)
3. Vail – 15 marca 1997 (slalom)
4. Sestriere – 15 grudnia 1997 (slalom)
5. Sestriere – 14 grudnia 1998 (slalom)
6. Ofterschwang – 28 lutego 1999 (slalom)
7. Madonna di Campiglio – 13 grudnia 1999 (slalom)

- 7 zwycięstw (7 slalomów)

#### Pozostałe miejsca na podium
1. Sestriere – 10 grudnia 1991 (slalom) – 2. miejsce
2. Kranjska Gora – 5 stycznia 1992 (slalom) – 3. miejsce
3. Crans-Montana – 22 marca 1992 (slalom) – 3. miejsce
4. Park City – 28 listopada 1993 (slalom) – 3. miejsce
5. Madonna di Campiglio – 20 grudnia 1993 (slalom) – 3. miejsce
6. Kitzbühel – 26 stycznia 1997 (slalom) – 3. miejsce
7. Shiga Kōgen – 9 marca 1997 (slalom) – 2. miejsce
8. Park City – 22 listopada 1997 (slalom) – 3. miejsce
9. Yongpyong – 1 marca 1998 (slalom) – 2. miejsce
10. Crans-Montana – 15 marca 1998 (slalom) – 3. miejsce